# Phormion (stratège)
Pour les articles homonymes, voir Phormion.
Phormion (en grec ancien Φορμίων), fils d'Asopios est un général et amiral athénien de la fin du Ve siècle, actif  pendant la révolte de Samos et le début de la guerre du Péloponnèse.

## Histoire
Fils d'Asopios, on nomme son père pour éviter de le confondre avec son homonyme banquier du milieu du IVe siècle. Meneur d'hommes de talent, Phormion a commandé les Athéniens dans plusieurs victoires vers -428 et -429 dont la bataille de Patras et la bataille de Naupacte où il vainc avec 20 trières, 47 puis 77 (ou 57) navires de la flotte du Péloponnèse, participant ainsi à faire perdurer la réputation d'invincibilité de la flotte athénienne.
Il a été honoré après sa mort avec une statue sur l'Acropole d'Athènes et des funérailles civiques.